# Geiswiller
 Geiswiller  là một xã thuộc tỉnh Bas-Rhin trong vùng Grand Est đông bắc Pháp.